# 天主教宁远教区
天主教宁远教区（拉丁語：Dioecesis Nimiüenensis），亦作甯遠教區，俗称西昌教区，是罗马天主教會在中国四川省西南部设立的一个教区。

## 轄區範圍
寧遠教區管轄涼山彞族自治州和攀枝花市的教會，總計120,000平方公里。寧遠教區西接康定教區，東臨叙府教區，南連雲南省的昆明總教區，西南界雲南省的大理教區，東北與嘉定教區接壤。

## 历史
1910年8月12日，罗马教廷从川南代牧区分出宁远府属西昌、冕宁、盐源、会理、越厅、盐边厅，设立建昌代牧区。1924年12月3日，以主教座堂所在地更名为宁远府代牧区。1946年4月11日，教廷在中国实行圣统制，遂升格为宁远教区。

## 部份教堂
- 三衙街西昌天神主教座堂

## 历任主教
建昌宗座代牧
- 光若翰（Jean-Baptiste-Marie Budes de Guébriant, M.E.P.，1910年－1916年），1860年生于法国，1910年祝圣为主教，1916年－1921年调任广州，1935年去世。
- 卜恩佑（Joseph-Fructueux Bourgain, M.E.P.，1918年－1924年）

寧遠宗座代牧
- 卜恩佑（Joseph-Fructueux Bourgain, M.E.P.，1924年－1925年），1872年生于法国，1924年祝圣为代牧主教，1925年去世。
- 包明扬（Stanislas-Gabriel-Henri Baudry, M.E.P.，1927年－1946年）

寧遠主教
- 包明扬（Stanislas-Gabriel-Henri Baudry, M.E.P.，1946年－1954年），1887年生于法国，1946年4月11日升正权主教，5月1日祝圣，1950年回国，1954年去世。
- 教座出缺（1954年－1991年）
- 谢朝纲（Michael Xie Chao-gang，自选自圣），1991年－1999年。
- 雷家培（John Lei Jia-pei），2016年12月2日祝聖。